# 萨利赫角战役
萨利赫角战役（英語：Battle of Cape Sarych）是在第一次世界大战期间在黑海海域萨利赫角海岸的一次海军军事行动。1914年，两艘奥斯曼帝国现代化战舰、一艘轻型巡逻舰以及一艘战列巡洋舰快速出动，攻击了一支由5艘装备老旧的前無畏艦组成的俄罗斯舰队。 